# Louise Dresser
Louise Dresser (født Louise Josephine Kerlin 5. oktober 1878, død 24. april 1965) var en amerikansk skuespiller.

## Opvækst
Dresser blev født i Evansville, Indiana. Hendes far, William Kerlin, var togkonduktør og døde da Dresser var 15 år gammel. 

## Karriere
Hun debuterede på scenen i en vaudeville som 15-årig. Hendes første film var The Glory of Clementina fra 1922. Hun tog kunstnernavnet Dresser som en hyldest til sin gode ven, sangskriveren Paul Dresser. Ved den første oscaruddeling var hun nomineret til en Oscar for bedste kvindelige hovedrolle for sin rolle i filmen A Ship Comes In.
Hun spillede Kejserinde Elisabeth i Paramount Pictures' film Den røde kejserinde fra 1934. Dressers sidste film var Pigen fra Salem fra 1937.

## Privatliv
Dresser var gift to gange, men fik aldrig nogen børn. 

## Død
Hun døde i 1965 efter en operation for en tarmlidelse. Hun fik i 1960 en stjerne på Hollywood Walk of Fame.

## Udvalgte film
- The Glory of Clementina (1922)
- Enter Madame (1922)
- The Next Corner (1924)
- The Eagle (1925)
- The Goose woman (1925)
- The Third Degree (1926)
- Mr. Wu (1927)
- The Air Circus (1928)
- The Garden of Eden (1928)
- Madonna of Avenue A (1929)
- Mammy (1930)
- Lykkens Karrusel (1933)
- Den røde kejserinde (1934)
- Pigen fra Salem (1937)